# Avenida Carlos Caldeira Filho
A Avenida Carlos Caldeira Filho é uma importante avenida da zona sul do município de São Paulo. Tem início na Avenida Giovanni Gronchi e término na Estrada de Itapecerica, ao lado da Estação Capão Redondo da Linha 5-Lilás do Metrô de São Paulo.
A avenida foi inaugurada na primeira metade dos anos 1990 durante a gestão do prefeito Paulo Maluf. O nome da avenida é uma homenagem a Carlos Caldeira Filho, empresário conhecido por ter sido dono do Grupo Folha, responsável pela publicação do periódico Folha de S.Paulo. Ela serve como ligação entre os distritos de Vila Andrade, Jardim São Luís, Campo Limpo e Capão Redondo, além de servir como alternativa para chegar ao município de Itapecerica da Serra.
A maior parte do trecho elevado da Linha 5-Lilás do Metrô encontra-se sobre a avenida, bem como em seu entorno, sendo que há três estações nesse trecho responsáveis por atender a via: Capão Redondo, Campo Limpo e Vila das Belezas.
A Prefeitura de São Paulo planeja expandir a avenida, da Estrada de Itapecerica até a Estrada do M'Boi Mirim, como forma de auxiliar na expansão da Linha 5-Lilás do Metrô de São Paulo até o Jardim Ângela.